# Winchester Model 1892
O Winchester Model 1892 foi um rifle de repetição por ação de alavanca projetado por John Browning como uma versão menor e mais leve do Model 1866, e que substituiu o Model 1873 como o rifle por ação de alavanca voltado para cartuchos de revólveres, começando com o .44-40, o .38-40 e o .32-20. Mais tarde foram lançadas versões para o .25-20 e o .218 Bee.